# Bambusicola sonorivox
Bambusicola sonorivox — вид птиц из семейства фазановых. Ранее считался подвидом Bambusicola thoracicus. Подвидов не выделяют.

## Распространение
Эндемики Тайвани. Вид был завезен в Японию (но, возможно, уже искоренён там).

## Описание
Длина тела 30-32 см. Темя до затылка окрашено в коричневый цвет с рыжеватым оттенком, подбородок и горло рыжие, остальная часть головы до верхней части груди серая. Верхняя сторона тела от оливково-серого до серо-зелёного цвета, несколько светлых пятен имеются на спине и крыльях, последние с нечёткими охристыми краями. Нижняя часть грудки до подхвостья рыжевато-охристая с крупными каштановыми пятнами и шелушением. Радужные оболочки темно-коричневые, клюв темно-серый, его кончик чёрный; ноги серовато-оливковые.
Отличаются от B. thoracicus, главным образом, рыжеватым цветом на голове, ограниченным подбородком и горлом, нижняя часть тела ниже грудки темнее и с более крупными каштановыми (не чёрными) пятнами, верхняя сторона тела темнее и в большей степени оливковая, с меньшим количеством мелких белых пятен на спине и крыльях. Представители полов похожи, у самок отсутствует шпора на одной ноге[уточнить]. Молодые особи намного тусклее взрослой.

## Биология
Диета предположительно включает, например, семена, побеги, листья и некоторых беспозвоночных.

## Охранный статус
МСОП присвоил виду охранный статус LC.